# Nowosądecki
Nowosądecki là một huyện thuộc tỉnh Małopolskie của Ba Lan. Huyện có diện tích 1549 km². Đến ngày 1 tháng 1 năm 2011, dân số của huyện là 204092 người và mật độ 132 người/km².